# 成都站
成都站，当地居民通称火车北站，位于中华人民共和国四川省成都市金牛区二环路北三段，是中国铁路成都局集团有限公司直属管辖的客运特等站，于1952年启用。成渝铁路、宝成铁路、成昆铁路、达成铁路四条国铁电气化干线及成灌铁路在此交汇。为引入成渝中线高速铁路，自2022年10月11日起，成都站停办客运业务，进行改造施工。

## 历史

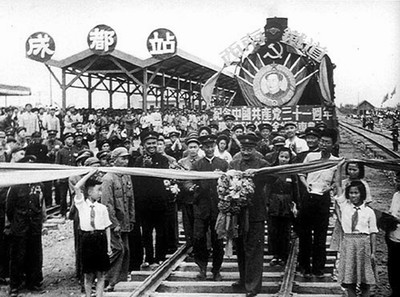
1952年7月1日，成都站开通典礼

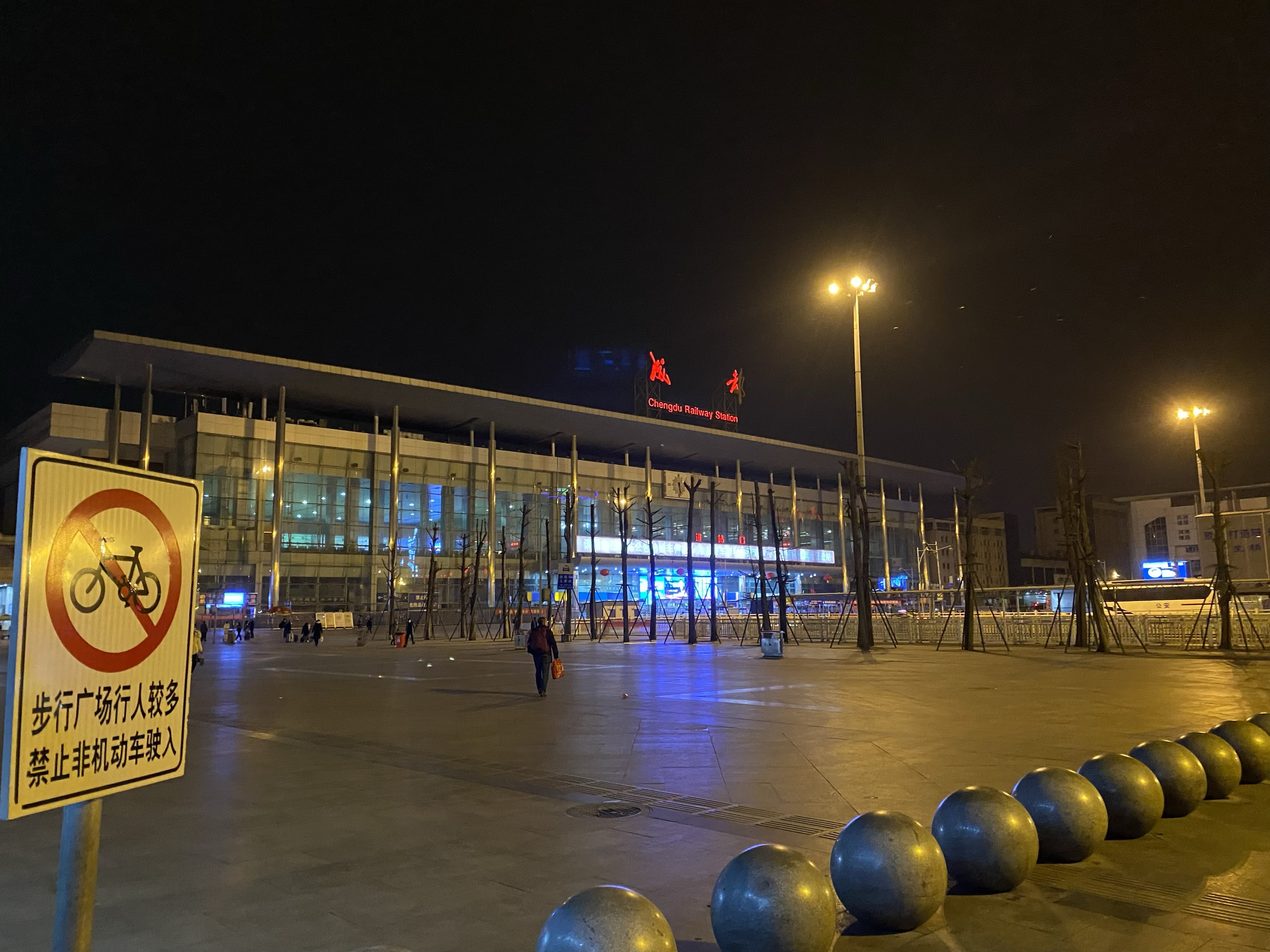
2020年的成都站南广场

1949年11月30日、12月30日，重庆、成都相继解放，修建成渝铁路一事提上日程。由于当时成都没有火车站，因此当局决定在成都市北部新建一座火车站，是为成都站。1950年6月15日，成渝铁路开工典礼在成都举行，成都站开工建设。
1952年7月1日，成渝铁路建成开通，成都站启用，并举行通车典礼。当时成都站站房面积992.78平方米，设有一个旅客站台、4股到发线，兼顾客货运输，为客货运一等站，隶属西南铁路工程局重庆管理分局，车站配属职工60人。开通初期，每天开行2对旅客列车，车站旅客到发日均2千人，行李包到发200多件。1952年半年累计接送旅客31.8万人次。
1954年，成都站修建了第二旅客站台，站场铁路线增至6条，并在成都市市区兴隆街27号设立了第一个售票服务点。
1958年1月1日，宝成铁路开通运营，成都站开行直达北京的旅客列车。
1961年4月1日，因运量增多，成都站划出货运部分，新设成都东站（2010年底更名八里站），成都站改为客运一等站，隶属成都铁路局。1964年5月，为适应宝成铁路电气化需要，成都站进行第一次较大规模扩建改造。1965年改成完成，股道由6线增至9线，候车室面积1860平方米，售票处587平方米，行包房1448平方米，风雨棚面积5288平方米。1967年，成都站再次扩建，股道由9线增至11线，增设地道1座，站台由2座增至4座。
1970年7月1日，成昆铁路开通。1975年，成都站开始第二次较大规模扩建改造，1981年改造完毕。成都站候车室面积增至2910平方米，售票厅面积增至1330平方米，行李房面积增至2965平方米，旅客站台增至5座，站线增建至15股，新建三层信号楼。
1982年5月，成都站开始第三次较大规模扩建改造，旧站房拆除，新站房动工兴建。其时原铁道部批复的建设资金仅有几百万元人民币，后经陆续追加，筹建资金方才达到2000万元。1984年10月1日，改造完成，新的主站房交付使用，新站房最多可容纳旅客7000人候车，当时候车室面积仅次于北京站。
1990年2月17日，铁道部运输局批准成都站由一等站升为特等客运站。
2005年，成都站第四次较大规模扩建改造（综合整治工程）；9月，完成改造，主站房进行外立面改造，由原先的砖混结构改为玻璃幕墙，候车室规模扩大至1.1万人。同时在站房旁新设立联合售票大厅，售票窗口增设至36个。
2007年7月7日，成都站开行在达成铁路运行的“先锋号”动车组列车。
2008年9月，成都站进行小规模扩建，新增2个站台和3条客运股道（编号8、9、10站台）以应成灌铁路接入，新增站台由原先货运股道改造而成。2009年1月8日，5号站台投入使用。2009年7月7日，达成铁路正式结束扩能改造，遂成铁路开通运营。
2009年9月，成都站开始新一轮站改工程，工程共包括成都站车场工程（含动车走行线，成都客机整备所扩能）、相关引入线工程、改扩建站房工程等三部分。改扩建后成都站站房预计面积将由原来的2.1万平方米扩大到8万平方米，站场将增加到18条股道，同时增设北广场。2010年1月30日，6号站台投入使用。但这次改造历经多次延期，在2018年新建北站房钢结构完成后趋于停滞，未继续进行停运改造等后续工程。
2010年5月12日，成灌铁路开通运营，成都站第一次开行200KM时速动车组列车，亦是首条成都市域铁路线路，车站在第二候车室内开辟专用候车区。2010年9月20日，成都站开行在遂成铁路运行的“和谐号”动车组列车。2011年开始，随着成都东站投入使用，成都站客运压力与客流逐步减少。
2015年，成都车站扩能改造站房及相关工程启动，第一阶段为2015年9月1日至2017年12月31日，新建了北站房。
2022年10月11日0时起，因成渝中线高速铁路建设需要，成都车站扩能改造站房及相关工程第二阶段启动，成都站停止办理客运业务，相关车次也将调整到成都西站、成都东站或安靖站，期间保留列车通过功能。扩能改造工程第二阶段计划19个月，将拆除旧有南站房，新建站房及股道；第三阶段计划20个月，将重建中间股道并完成站房剩余部分。整个工程当时预计2026年初完成。2024年12月，根据实际施工进度，预计新建的成都站于2027年5月开通运营。2025年6月20日，成都站南北站场交替施工完成，改造工程第二阶段结束，转入第三阶段施工。

## 车站设施

### 主站房
成都站主站房建于1982年，启用于1984年。站房位于基本站台南侧，站前广场北侧。进站口位于主站房正中，出站口位于主站房西侧外通道。站房上方“成都”二字，字体采用郭沫若为武侯祠题字时采用的笔迹。候车厅总面积为22514平方米，可容纳近万名旅客同時候车，1984年建成时，候车室面积仅次于北京站。其中一层设有第一候车厅、软席候车室、贵宾候车室、行李寄存处和问讯处，二层设有第二候车厅、第三候车厅和动车组候车区。第二、第三候车室检票口内大厅设有由漆德琰、符宗荣作铝板丙稀壁画《蜀国仙山》，长36米，高7.3米。在春运等客流量较大时段，成都站均在站前广场开辟临时候车区，接纳指定车次的乘客候车。
2022年10月11日启动改造后，该建筑已拆除。
成都站共有1座天桥，2座地道。天桥和东地道为进站通道，其中天桥可通达1至6号站台，东地道只能通达1至4号站台。西地道为出站通道，2至6号站台均可由西地道通向出站口。
随着成渝中线的建设，成都站将改造为线上式高架候车特大型站，总建筑面积约16万平方米；新站房将以“千年巴蜀传竹韵，繁花似锦耀蓉城”为设计理念，建筑面积约8万平方米，南北长244米，东西宽152米，建筑高度48米。

### 售票厅
成都站售票大厅位于联合售票大楼内，独立于主站房，在主站房东南方向、北站广场东侧。售票大厅常设36个窗口，根据客流情况适时进行增开和调整，高峰时段增开售票二厅、学生专用厅和达成方向专售窗口，最高可达67个售票窗口。另外在售票大厅西南角及主站房CRH进站口处设有自动售票机。成都站在成都市区和周边县市还设立了122个微机联网售票点，保证高峰时期旅客购票方便有序。
2022年10月11日启动改造后，该建筑已拆除。

### 站线布置
成都站目前用于接发列车共有站台6个（基本站台1个、岛式站台5个）、到发线10条。8、9、10站台为高站台。另有2股机走线。
改造后的成都站将设10台18线，其中成渝中线场4台7线，城际车场4台9线，枢纽环线场2台2线。

## 使用情况

### 客运业务
成都站是成都铁路主客站，办理旅客乘降和行李、包裹托运业务。2010年，成都站旅客發送量達到最高峰，全年發送旅客2672萬人次。2010年10月1日，成都站達到歷史最高客流，當日發送旅客13.28萬人次。隨著2011年成都東站建成投用，成都站旅客發送量逐漸減少。2020年6月20日起，成都站实施电子客票服务。
2022年10月11日0时起，成都站开展扩能改造工程，停止办理客运业务，相关车次也已调整至成都西站、成都东站与安靖站。

### 货运业务
成都站办理少量货运业务，主要为专用线整车货物到发业务。车站设有专用线通往西南交通大学和成都车辆段。

## 周边交通

### 地铁
成都地铁1号线和成都地铁7号线均经过成都站，设有火车北站地铁车站。

### 公交车
成都站是成都市区重要的交通枢纽，周边有火车北站公交站（出站口南侧）、火车北站公交站东（联合售票大楼东南侧）两座公交枢纽站，连通成都站与成都各大客运站、成都南站、成都东站、成都双流国际机场及市区各大片区。
- 火车北站公交站东：

11路、15路、28路、G7路、夜间13路、机场专线2号线。
- 火车北站公交站：

298路夜间专线、9路、142路、17路、24路、27路、34路、50路、54路、55路、65路、86路、K3路、夜间9路。
- 经停公交线路：

16路、36路、57路、70路、73路、83路、K1路、K2路、夜间1路、夜间2路、夜间3路、夜间4路、夜间8路。

### 出租车
成都站出租车停靠点位于出站口南侧，火车北站公交站东侧。

### 停车场
成都站的社会车辆停车场位于北站广场东侧，联合售票大楼西侧。

## 下辖车站
成都车站为成都局集团的直属站段，下辖成都站、成都东站、成都南站、成都西站、成灌全线、成绵乐客专成都东—双流机场及成渝客专成都东—资阳北区间车站。

## 事件

### 警匪勾结案
2000年以来，部分来自仁寿、遂宁、宜宾的有组织团伙长期在站内候车室盗窃旅客的随身物品，同时定期给成都铁路公安处成都车站派出所“班费”、“烤火费”以换取不被查处。2005年1月，一名旅客发现自己在火车站进站口被盗的钱包被一名疑似盗贼的人士交给车站警察后，将此事投诉至铁道部公安局。有消息称该旅客其实是来成都办事的京官，亦有来源称该旅客系武警。
铁道部随后抽调了成立专案组，并派出一些卧底进入车站调查，最终于2005年5月起诉了派出所的11名警察，同时又有30-40名警察被隔离审查，占整个派出所警力的三分之一。2005年12月15日，贵阳市铁路运输法院对“火车北站警匪勾结案”作出一审宣判，涉案的11名原成都火车站派出所警员分别被法院以徇私枉法罪判处3至7年不等有期徒刑。2006年7月4日，贵阳铁路运输法院4日开庭，一审以玩忽职守罪分别判处成都火车站派出所原所长、原教导员有期徒刑3年，宣告缓刑3年。在案件审理过程中，曾有成都当地媒体声称李宇春的父亲李升敏亦在此案中被查处并被停职检查，但后被证实系谣言。